# C-41

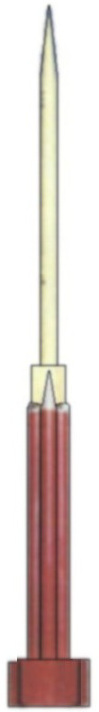
Disegno del razzo C-41.

Il  C-41 è un razzo italiano bistadio, del peso di 75 chili, realizzato nell'ambito di un programma per la costruzione di razzi sonda per ricerche nell'alta atmosfera, il cui primo lancio fu effettuato il 9 luglio 1960 dal poligono di Salto di Quirra. A capo del programma il tenente colonnello ruolo servizi Gelsomino Metallo della DGAM e l'ingegner Antonio Angeloni della società Sispre.
Per contenere i costi, il razzo fu realizzato con materiali già disponibili e motori progettati per uso bellico. Il primo stadio era composto da quattro motori a propellente solido con camere di combustione intercomunicanti, mentre il secondo stadio consisteva in un solo motore dello stesso tipo, che trasportava l'ogiva con il carico utile.
Complessivamente nel 1960 ne furono lanciati sei esemplari, con esiti soddisfacenti. Le attività successive per lo sviluppo di razzi sonda vennero incorporate nel programma della neo-costituita Commissione per la Ricerca Spaziale del CNR, presieduta da Luigi Broglio, padre dell'astronautica italiana.